# Yuanjiang, Yuxi
Yuanjiang, tidigare stavat Yüankiang, är ett autonomt härad för yi-, dai- och hani-folken som lyder under Yuxis stad på prefekturnivå i Yunnan-provinsen i sydvästra Kina.